# 유정현 (1967년)
유정현(柳政鉉, 1967년 10월 24일~)은 대한민국의 아나운서 출신 정치인이다. 제18대 국회의원을 지냈다.

## 학력
- 경문고등학교 졸업
- 연세대학교 음악대학 성악학과 학사
- 연세대학교 언론홍보대학원 방송영상학과 석사

## 경력
- TBS 서울교통방송 기자 《1992년~1993년》
- SBS 3기 공채 아나운서 《1993년~1998년》
- 프리랜서 MC 《1998년~2008년 1월》
- SBS 서울방송 TV 드라마 부자유친 출연 《1996년》
- 팬텀엔터테인먼트 이사장(팬텀엔터테인먼트 소속 전문 MC) 《2000년》
- 애드짱 대표이사 《2000년》
- 2008. 4. 9. 대한민국 제18대 국회의원 선거 당선(서울 중랑구 갑, 한나라당, 초선)[1][2]
- 이명박 대통령 후보 중앙선거대책위원회 문화예술총괄팀 홍보위원장
- 이명박 대통령 취임준비위원회 자문위원
- 동아방송대학교 방송보도제작학과 겸임교수
- 숭실대학교 언론홍보학과 전임강사
- 애드짱미디넷 이사장
- MBN 주말 뉴스 8 앵커
- 서울 종로학원 하늘교육 객원상무이사
- TV조선 《뉴스퍼레이드》
- 2022.04~2022.05 제8회 전국동시지방선거 서울특별시 서초구청장 국민의힘 예비후보

### 의정 활동
- 2008년 5월~2012년 5월 - 제18대 국회의원(지역구: 서울 중랑구 갑, 한나라당→새누리당→무소속, 초선)
- 국회 행정안전위원
- 국회 예산결산특별위원
- 국회 스카우트의원연맹 이사장
- 국회 개혁특별위원
- 한나라당 중앙재해대책위원
- 한나라당 식품안전특별위원
- 한나라당 미래위기대응특별위원회 부위원장
- 한나라당 정책조정위원회 제1부위원장
- 한나라당 정책조정위원회 위원장 직무대리
- 한나라당 서울특별시당 상근부위원장
- 한나라당 신종플루대책특별위원회 위원
- F1 국제경기대회 조직위원
- 새누리당 서울특별시당 상근부위원장

## 출연작

### TV 방송
- 1994년 SBS 《토요특집 좋은 아침입니다》
- 1995년 SBS 《TV를 말한다》
- 1996년 SBS 《부자유친》
- 1996년 SBS 《이경실의 세상을 만나자》
- 1997년 SBS 《한밤의 TV연예》
- 1998년 SBS 《해피타임》
- 1998년 EBS TV 《문화센터》
- 1999년 MBC 《가족 캠프》
- 1999년 KBS2 《행복채널》
- 1999년 SBS 《이홍렬 쇼》
- 1999년 SBS 《스타쇼》
- 1999년 EBS 《컴퓨터는 내 친구》
- 1999년 SBS 《좋은 친구들》
- 2000년 SBS 《호기심 천국》
- 2001년 SBS《인기가요》
- 2001년 SBS《여고시절》
- 2002년 SBS《웃는밤 좋은밤》
- 2002년 SBS《토요일이 온다》
- 2002년 SBS《카운트다운》
- 2002년 SBS《진실게임》
- 2002년 12월 31일 SBS《2002 SBS 연기대상》
- 2003년 12월 31일 SBS《2003 SBS 연기대상》
- 2003년 SBS《서바이벌 창과 방패》
- 2004년 KBS2 《꿈의 피라미드》
- 2004년 MBC 《심심풀이》
- 2005년 MBC 《부부일기》
- 2006년 SBS《연인》
- 2007년 TBS 《교통방송 스페셜》
- 2007년 KBS2 《그랑프리쇼 여러분》
- 2007년 SBS《도전 1000곡》
- 2007년 EBS 《장학 퀴즈》
- 2013년 tvN 《현장 토크쇼 택시》
- 2012년 채널A 《생방송 오픈 스튜디오》
- 2013년 채널A 《초고속 비법쇼 돈 나와라 뚝딱》
- 2013년 JTBC 《적과의 동침》
- 2013년 tvN 《더 지니어스: 룰 브레이커》
- 2014년 SBS《스타 주니어 쇼 붕어빵》 ... 게스트
- 2014년 TV조선 《그렇게 아빠가 된다》
- 2014년 MBC 《황금어장 라디오 스타》 ... 게스트
- 2015년 MBN 《MBN 주말 뉴스 8》
- 2015년 tvN 《더 지니어스: 그랜드 파이널》
- 2017년 TV조선 《강적들》
- 2017년 TV조선 《뉴스퍼레이드》
- 2019년 TV조선 《백세누리쇼》
- 2023년 tvN 《명의들의 경고》

### 뮤지컬
- 《라 보엠》(2001년) - 파르피뇰 역

### 영화
- 《좋은 사람 있으면 소개시켜 줘》(2002년) - 웨이터 역(단역)
- 《돈 텔 파파》(2004년) - 카페 디제이 역(단역)
- 《복면달호》(2007년) - 가요 시상식 MC 역(우정출연)
- 《마파도 2》(2007년) - 취재 기자 역(단역)

### 광고
- 2000년 웅진닷컴(현 웅진씽크빅) 유니아이
- 2000년 롯데제과 아트라스
- 2001년 대웅제약 헤모큐
- 2001년 농협공제
- 2002년 KT 전화
- 2002년 KT 집전화 맞춤형 정액 요금제
- 2003년 동국제약 오라메디
- 2003년 광동제약 광동 키앤지
- 2007년 현대해상 하이라이프

## 가족
- 형제: 유승현(형)
- 배우자: 장지은
- 자녀: 1남 1녀(첫째 딸 유선우, 막내 아들 유민성)

## 역대 선거 결과
|  | 40.51% |

|  | 22.92% |

## 소속 정당
| 소속 정당 | 소속 정당 | 소속 기간 | 비고           |
| --------- | --------- | --------- | -------------- |
|           | 한나라당  | 2008~2012 | 정계 입문      |
|           | 새누리당  | 2012      | 당명 변경      |
|           | 무소속    | 2012~2022 | 탈당 정계 은퇴 |
|           | 국민의힘  | 2022~현재 | 복당 정계 복귀 |

## 같이 보기
- 중랑구 갑
- 서울 중랑구의 국회의원